# Esther Sando
Esther Sando (6 de agosto de 1981) es una deportista zambiana que compitió en judo. Ganó una medalla de bronce en los Juegos Panafricanos de 2011 en la categoría de –52 kg.

## Palmarés internacional
| Juegos Panafricanos | Juegos Panafricanos | Juegos Panafricanos | Juegos Panafricanos |
| Año                 | Lugar               | Medalla             | Categoría           |
| ------------------- | ------------------- | ------------------- | ------------------- |
| 2011                | Maputo (Mozambique) | Medalla de bronce   | –52 kg              |